# Евдокимов, Сергей Иванович
Сергей Иванович Евдоки́мов (17 октября 1911, Санкт-Петербург — 26 ноября 1972, Ленинград) — советский архитектор. Лауреат Государственной премии РСФСР в области архитектуры. Заслуженный архитектор РСФСР.

## Биография
Родился в семье рабочих, выходцев из Лужского района.
В 1934 году окончил ЛИСИ. Как дипломный выполнил проект Дворца молодежи, руководитель работы А. С. Никольский.
В 1930-е годы работал в институте «Ленпроект», сотрудничал с известными архитекторами И. И. Фоминым и Е. А. Левинсоном (проект ансамбля Ивановской улицы, совершенством линий и классическим исполнением сравнимый с ансамблем улицы Зодчего Росси).
В годы Великой Отечественной войны оставался в блокадном Ленинграде, участвовал в строительстве оборонительных сооружений на подступах к городу, занимался маскировочными работами в Лужском районе, тушил пожары, служил в полку связи. С конца 1945 года снова работал в «Ленпроекте», с 1945 по 1972 год занимал должность руководителя 3-й, а затем — 12-й мастерской института.
В 1973 году за проектирование и строительство здания ДЮСШ на Васильевском острове в Ленинграде коллективу в составе Сергей Иванович Евдокимов (руководитель коллектива, посмертно), Татьяна Фёдоровна Хрущёва (архитектор); Анатолий Николаевич Корсаков, Геннадий Давидович Лейбович, Леонид Матвеевич Простаков (инженеры) присуждена Государственная премия РСФСР.
Преподавал в ЛИСИ, доцент.
Жил на Наличной улице, д. 15.

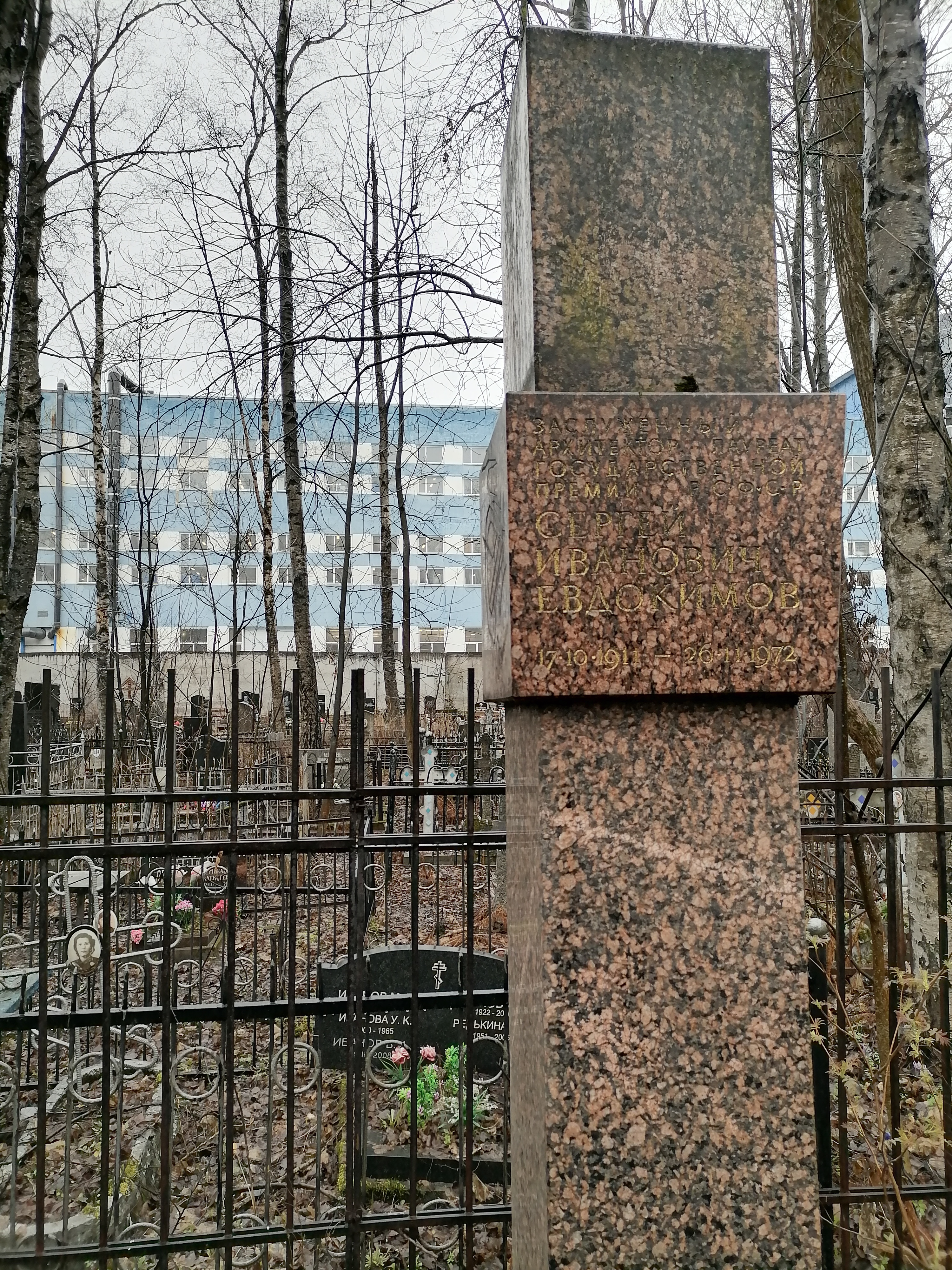
Могила на Серафимовском кладбище

Похоронен на Серафимовском кладбище (33 уч.).

## Известные проекты
Памятник И. В. Сталину у Балтийского вокзала в Ленинграде (1949, соавт. Н. Ф. Хомутецкий, Б. В. Муравьёв); Демонтирован в конце 1950-х годов;
Станция метро «Горьковская» (1963)
Станция метро «Электросила» (1961)
Разработчик типового проекта средней школы (1957).
Занимался разработкой типовых проектов, планов улиц и городских кварталов, в частности приморской части Васильевского острова — морского фасада города — с использованием прогрессивных принципов советской градостроительной науки 1960—1970-х годов. Самым крупным стал проект гостиницы «Прибалтийская»

## Галерея

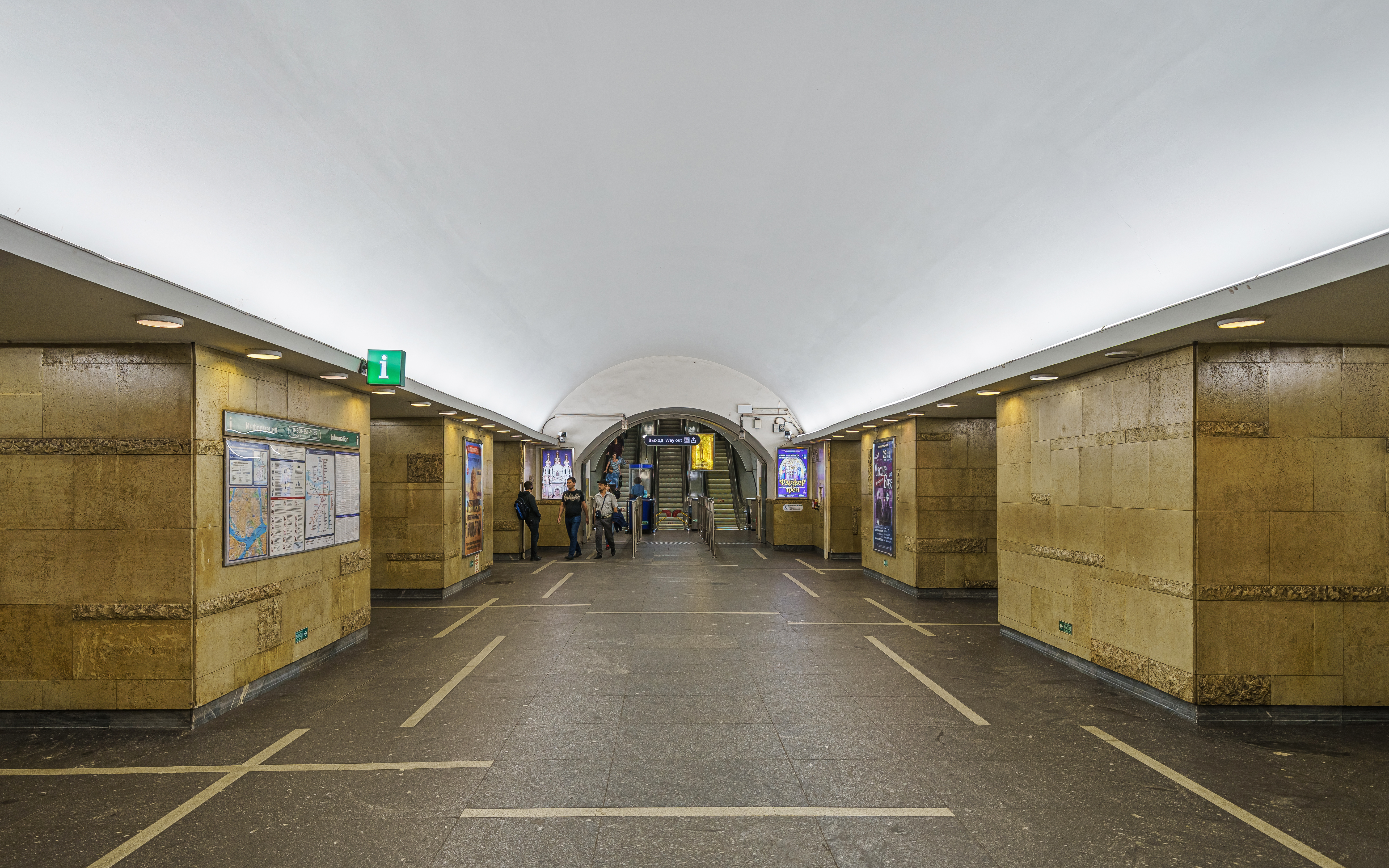
Петербургский метрополитен, станция «Горьковская»
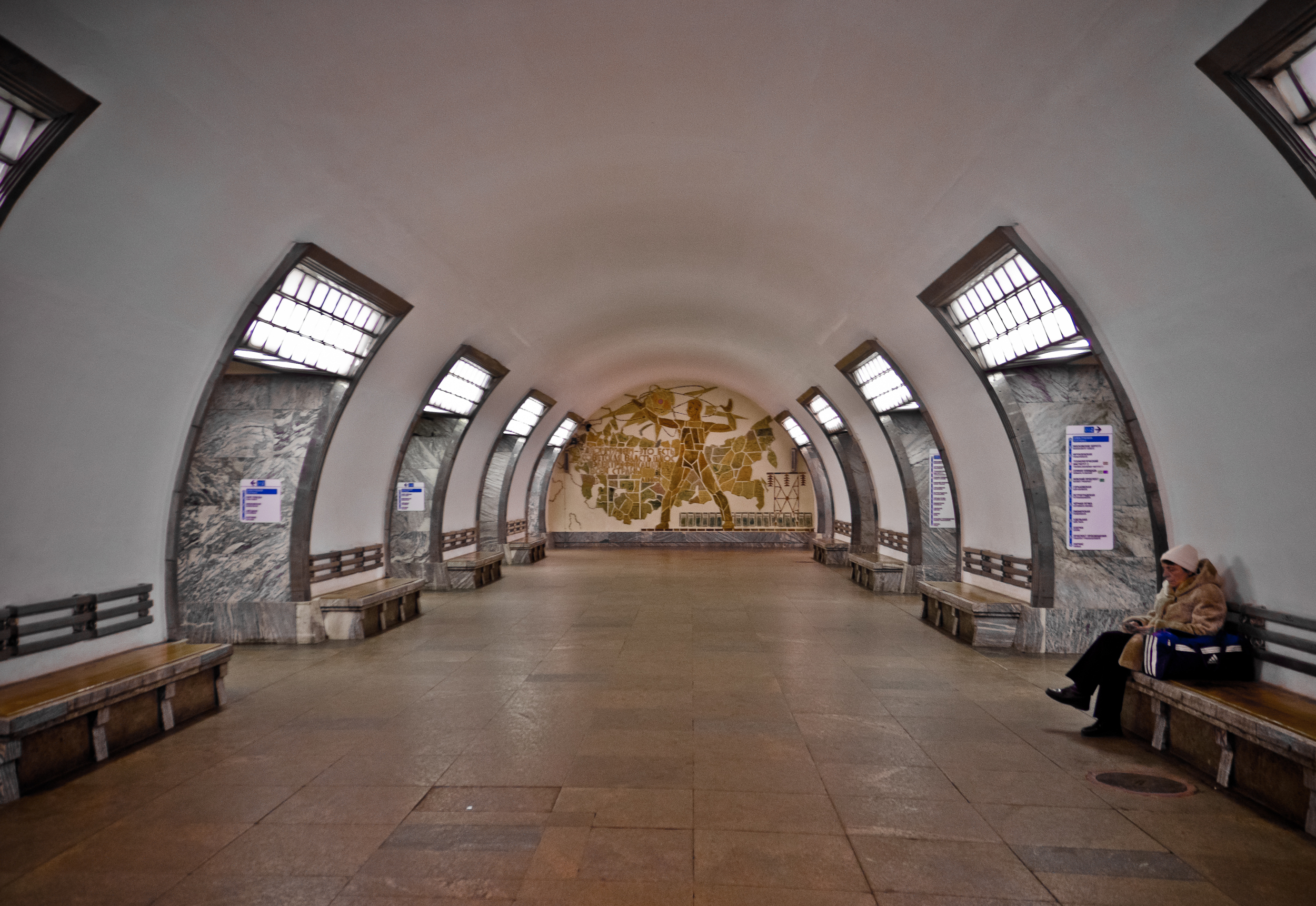
Петербургский метрополитен, станция «Электросила»

## Память
100-летие со дня рождения архитектора отмечалось мемориальный выставками